# 발데크피르몬트 후국
발데크(독일어: Waldeck)는 1929년까지 있었던 독일 서부의 주로, 1918년까지는 독일 제국의 한 후국(Fürstentum)이었다. 영토가 헤센 카셀에 인접한 발데크 지역과 하노버에 인접한 피르몬트 지역으로 구성되어 발데크피르몬트(Waldeck-Pyrmont)라고 불리기도 했다.
프로이센-오스트리아 전쟁으로 헤센 카셀과 하노버가 모두 프로이센에 합병되면서 영토가 프로이센에 둘러싸이게 되었다. 주도는 아롤젠(Arolsen)에 두고 있었고, 면적은 1,121km2, 인구는 1905년 당시 5만 9천이다.

## 역사
시조는 12세기경에 살았던 슈발렌베르크 백작인 안헤어 비두킨트이다. 1712년에 그 백작이 공(prinz)이 되었다. 1815년 빈 조약에 의해 그 독립이 확인되었다. 북독일 연방을 거쳐 1870년 독일제국에 가맹하였다. 1918년 11월 13일 독일의 1차 대전 패전에 의해 프리드리히 2세가 퇴위하여 발데크는 자유주(Freistaat)가 되었다. 1921년 피르몬트 지역이 프로이센에 합병되어 하노버의 일부가 되었고 1929년에는 발데크가 프로이센에 합병되어 헤센-나사우의 일부가 되었다. 1946년 이래 헤센주의 일부가 되었다.

## 역대 군주
- 1812년 - 1813년 게오르크 1세 (1747-1813)
- 1813년 - 1845년 게오르크 프리드리히 하인리히 (1789-1845)
- 1845년 - 1893년 게오르크 빅토르 (1831-1893)
- 1893년 - 1918년 프리드리히 2세 (1865-1946)